# Luigia Camaioni
Luigia Camaioni (Novara, 17 novembre 1947 – 2004) è stata una psicologa e scrittrice italiana.

## Biografia
Laureata nel 1969 in filosofia presso l'Università la Sapienza di Roma, proseguì con un dottorato in psicologia all'Università di Milano nel 1973, con una tesi sullo sviluppo comunicativo infantile. Ha collaborato con il gruppo di ricerca di Jerome Bruner al dipartimento di psicologia sperimentale dell'Oxford University e, nel 1976, ha ottenuto la borsa di studio del Programma Fulbright.
Ha quindi insegnato psicologia dello sviluppo e dell'età evolutiva presso la facoltà di psicologia dell'Università la Sapienza di Roma; è stata direttrice del Dipartimento di Psicologia dei processi di sviluppo e socializzazione della Sapienza, presidente dell'Associazione italiana di Psicologia e membro dell'European Association for Developmental Psychology.
Si è occupata principalmente di aree di ricerca sullo sviluppo comunicativo e linguistico, sulla comunicazione referenziale, sullo sviluppo della teoria della mente e sul deficit comunicativo nell'autismo.
È stato istituito il Premio tematico “Luigia Camaioni” in psicologia dall'Associazione italiana di Psicologia.

## Pubblicazioni (parziale)
- La comunicazione nel primo anno de vita, coautrici Virginia Volterra e Elizabeth Bates, Boringhieri, 1976,  1ª edizione.
- Sviluppo del linguaggio, Il Mulino, Bologna, 1978, 1ª edizione.
- La prima infanzia: lo sviluppo psicologico, Il mulino, Bologna, 1980, 1ª edizione.
- Questions on social explanation: piagetian themes reconsidered, coautrice Claudia De Lemos, Benjamins, Amsterdam, 1985.
- Origine e sviluppo della competenza sociale, coautrice Ottavia Albanese, FrancoAngeli, Milano, 1987.
- L'osservazione del bambino nel contesto, coautrice Tiziana Aureli, Il mulino, Bologna, 1988, 1ª edizione.
- Il bambino da zero a tre anni, Garzanti, Milano, 1990.
- Metodi di ricerca in psicologia dello sviluppo, Il mulino, Bologna, 1990.
- Manuale di psicologia educativa, FrancoAngeli, Milano, 1990, 1ª edizione.
- Manuale di psicologia dello sviluppo, Il mulino, Bologna, 1993, 1ª edizione.
- La teoria della mente: origini, sviluppo e patologia, Laterza, Roma, 1995, 1ª edizione[5].